# 학교정화구역 내에서의 극장시설 금지 사건
학교정화구역 내에서의 극장시설 금지 사건(2003헌가1)은 학교보건법 제6조 제1항 제2호 위헌제청, 학교보건법 제19조 등 위헌제청에 대한 대한민국 헌법재판소 판례이다.

## 사실관계
갑은 학교환경위생정화구역 내에서는 극장업을 운영할 수 없음에도 학교에서 10m 떨어진 위치에서 대학로극장을 운영하여 서울중앙지방법원에 기소되었다. 서울지법은 학교보건법 제6조 제1항 제2호 '극장' 부분이 국민의 직업의 자유, 예술의 자유, 행복추구권을 침해한다며 직권으로 위헌여부심판제청하였다.

## 이유

### 문화국가의 원리
헌법은 문화국가를 실현하기 위하여 보장되어야 할 정신적 기본권으로 양심과 사상의 자유, 종교의 자유, 언론, 출판의 자유, 학문과 예술의 자유를 규정하고 있다. 오늘날에 와서는 국가가 어떤 문화현상에 대하여도 이를 선호하거나, 우대하는 경향을 보이지 않는 불편부당의 원칙이 가장 바람직한 정책으로 평가받고 있다. 오늘날 문화국가에서의 문화정책은 그 초점이 문화 그 자체에 있는 것이 아니라 문화가 생겨날 수 있는 문화풍토를 조성하는 데 두어야 한다. 문화국가원리의 이러한 특성은 문화의 개방성 내지 다원성의 표지와 연결되는데, 국가의 문화육성의 대상에는 원칙적으로 모든 사람에게 문화창조의 기회를 부여한다는 의미에서 모든 문화가 포함된다. 따라서 엘리트문화 뿐만 아니라 서민문화, 대중문화도 그 가치를 인정하고 정책적인 배려의 대상으로 하여야 한다.

### 기본권의 경합
극장영업을 하고자 하는 자의 직업의 자유와 학생들의 문화향유에 관한 행복추구권, 표현의 자유 및 예술의 자유의 제한이 문제된다. 기본권경합의 경우 기본권침해를 주장하는 제청신청인과 제청법원의 의도 및 기본권을 제한하는 입법자의 객관적 동기 등을 참작하여 사안과 가장 밀접한 관계에 있고 또 침해의 정도가 큰 주된 기본권을 중심으로 해서 그 제한의 한계를 따져 보아야 할 것이다. 사안과 가장 밀접한 관계에 있고 또 침해의 정도가 가장 큰 주된 기본권은 직업의 자유이다.

### 직업의 자유 침해여부
타 지역에서 극장업을 자유롭게 할 수 있으므로 직업 자유를 일부 제한하는 것에 불과하다. 제한되는 직업의 성질상 표현의 자유 및 예술(예술표현)의 자유에 대한 제한과 불가분적으로 결합되어 있다. 단순한 직업수행의 자유에 대한 제한의 효과를 초과하는 경우가 발생할 수 있는데 결국 직업의 자유에 대한 이 사건 법률조항의 제한은 헌법 제37조 제2항의 비례의 원칙에 기한 기본권제한의 입법적 한계 심사에 의하여야 할 것이다.

## 참고 문헌
- 학교정화구역 내에서의 극장시설 금지 사건 2004.5.27. 2003헌가1, 2004헌가4(병합) [위헌·헌법불합치]

## 같이 보기
- 학교정화구역
- 대한민국 헌법 제9조